# هارويل غودوين ديفيس
هارويل غودوين ديفيس هو محامي وسياسي أمريكي، ولد في 23 نوفمبر 1882 في Nicholsville, Alabama ‏ في الولايات المتحدة، وتوفي في 5 أغسطس 1977.